# Liste der Kulturdenkmäler in Homberg (Westerwald)
In der Liste der Kulturdenkmäler in Homberg sind alle Kulturdenkmäler der rheinland-pfälzischen Ortsgemeinde Homberg aufgeführt. Grundlage ist die Denkmalliste des Landes Rheinland-Pfalz (Stand: 21. Dezember 2021).

## Einzeldenkmäler
| Bezeichnung           | Lage                         | Baujahr                  | Beschreibung                                                                              | Bild            |
| --------------------- | ---------------------------- | ------------------------ | ----------------------------------------------------------------------------------------- | --------------- |
| Dorfgemeinschaftshaus | Schulstraße 2 Lage           | 1848/49                  | ehemalige Schule; eingeschossiger Fachwerkbau, 1848/49                                    | Fotos hochladen |
| Quereinhaus           | Waigandshainer Straße 8 Lage | 18. oder 19. Jahrhundert | Fachwerk-Quereinhaus, teilweise massiv, verkleidet, wohl aus dem 18. oder 19. Jahrhundert | BW              |